# Маріо Куммер
Маріо Куммер (нім. Mario Kummer, 6 травня 1962) — німецький велогонщик.
Олімпійський чемпіон 1988 року в роздільній командній гонці.